# Урак
Ура́к (рос. Урак) — присілок (у минулому селище) у складі Кігинського району Башкортостану, Росія. Входить до складу Нижньокігинської сільської ради.
Населення — 37 осіб (2010; 42 в 2002).
Національний склад:
- татари — 83 %